# Воєнний архів Австрії
Воєнний архів Австрії (нім. Kriegsarchiv Österreich) — історичний архів Австрійської монархії з військової справи, з історії війська і воєн. Проіснував до 1945 року, коли став відділом державного архіву Австрії.

## Історія
Бере початок з 1711 року, коли за наказом імператора Йозефа І Габсбурга було засноване сховище для зберігання документів військових відомств імперії.